# Saison 4 de La Vie de famille
Chronologie
Saison 3 Saison 5
Cet article présente la quatrième saison de la sitcom américaine La Vie de famille (Family Matters).

## Distribution

### Acteurs principaux
- Reginald VelJohnson (VF : Marc Cassot) : Carl Otis Winslow
- Jo Marie Payton-Noble (VF : Claude Chantal) : Harriette Winslow
- Darius McCrary (VF : Adrien Antoine) : Edward « Eddie » James Arthur Winslow
- Kellie Shanygne Williams (VF : Sarah Marot) : Laura Lee Winslow
- Jaimee Foxworth (VF : Patricia Legrand) : Judith « Judy » Winslow
- Rosetta LeNoire (VF : Jane Val) : Estelle « Mamie » Winslow
- Telma Hopkins : Rachel Crawford
- Jaleel White (VF : Gilles Laurent) : Steven Quincy "Steve" Urkel/Myrtle Urkel
- Bryton McClure : Richard « Richie » Crawford
- Shawn Harrison (en) : Waldo Geraldo Faldo

### Acteurs récurrents
- Michelle Thomas : Myra Monkhouse

## Liste des épisodes

### Épisode 1:Le Regret
- États-Unis : 18 septembre 1992 sur ABC

- Mike Adamle : lui-même
- Larry Csonka : lui-même
- Larry Thompson : Referee
- Galen Tomlinson : Turbo
- Lynn 'Red' Williams : Sabre

### Épisode 2:Généreux sacrifice
- États-Unis : 2 octobre 1992 sur ABC

- Julius Carry : Oscar
- Patrick J. Dancy : Ted Curran
- Mike Genovese : Coach Westfield
- Pamela Holt : Homecoming Princess
- Cherie Johnson : Maxine Johnson

### Épisode 3:Attention à la tentation
- États-Unis : 9 octobre 1992 sur ABC

### Épisode 4:Une vilaine rumeur
- États-Unis : 16 octobre 1992 sur ABC

- Stacy Arnell : Stephanie
- Patrick J. Dancy : Ted
- Cherie Johnson : Maxine Johnson
- Keri Johnson : Jim
- Shavar Ross : Weasel

### Épisode 5:La Balle perdue
- États-Unis : 23 octobre 1992 sur ABC

- Christopher Darga : Jenkins
- Annie Gagen : Charlene
- Michael Griswold : Dr Skiles
- Barry Jenner : lieutenant Lieu Murtaugh
- Juan Pope : Orderly

### Épisode 6:Un spiderman peut en cacher un autre
- États-Unis : 30 octobre 1992 sur ABC

- Ryan Hart : Tommy
- Diane Hsu : Mme Wong
- Jacqueline Ann Shaw : Angela

### Épisode 7:Waldo officier
- États-Unis : 6 novembre 1992 sur ABC

- Dennis Burkley : Repairman
- David Graf : sergent Shishka
- Danielle Nicolet : Vonda Mahoney
- Juan Pope : recrue

### Épisode 8:La Millième Invitation
- États-Unis : 13 novembre 1992 sur ABC

- Donna Lynn Leavy : Mme Tannen
- Benjamin Lum : livreur
- Naya Rivera : Gwendolyn

### Épisode 9:Drôle de couple
- États-Unis : 20 novembre 1992 sur ABC

- Gerrit Graham : Landlord
- Shavar Ross : Weasel

### Épisode 10:Le Monde selon Urkel
- États-Unis : 11 décembre 1992 sur ABC

- T.K. Carter : Ty
- Mary Deese : passager en colère

### Épisode 11:Jeu de massacre
- États-Unis : 8 janvier 1993 sur ABC

- Patrick J. Dancy : Ted
- Susan Dawkins : fille
- Cherie Johnson : Maxine Johnson
- Shavar Ross : Weasel
- Michole Briana White (en) : Melissa

### Épisode 12:Le Pot de colle
- États-Unis : 15 janvier 1993 sur ABC

- Patrick J. Dancy : Ted Curran

### Épisode 13:Plus dur sera l'avenir
- États-Unis : 22 janvier 1993 sur ABC

- Christopher B. Duncan : Sam
- Jack Riley : Wayne

### Épisode 14:L'amour est revenu
- États-Unis : 29 janvier 1993 sur ABC

- Patrick J. Dancy : Ted
- Dave Koz : Dave Koz
- Michelle Thomas : Myra Monkhouse

### Épisode 15:En chanson
- États-Unis : 5 février 1993 sur ABC

- Stoney Jackson : Lee
- Shavar Ross : Weasel
- Tracie Spencer : elle-même

### Épisode 16:Valentin le désolé
- États-Unis : 12 février 1993 sur ABC

- Naya Rivera : Gwendolyn

### Épisode 17:Un cas difficile
- États-Unis : 19 février 1993 sur ABC

- Tom Kindle :
- Debra Jo Rupp : Mademoiselle Connors

### Épisode 18:Un fils possessif
- États-Unis : 26 février 1993 sur ABC

- Arnold Johnson : Fletcher Thomas
- Mari Morrow : Oneisha

### Épisode 19:Le Mariage de maman
- États-Unis : 5 mars 1993 sur ABC

- Jester Hairston : William
- Arnold Johnson : Fletcher Thomas
- Naya Rivera : Gwendolyn
- Shavar Ross : Weasel

### Épisode 20:C'est sympa les amis
- États-Unis : 19 mars 1993 sur ABC

- Cherie Johnson : Maxine Johnson

### Épisode 21:Laura se dévergonde
- États-Unis : 26 mars 1993 sur ABC

- Venus DeMilo : K.C.
- Wayne Dillon : Officier Bob
- Cherie Johnson : Maxine Johnson
- Kenny Johnson : serveur magnifique
- Robert Kotto : serveur
- Dennis Parizek : Erik le Viking

### Épisode 22:L'Autoradio
- États-Unis : 30 avril 1993 sur ABC

- Shavar Ross : Weasel
- Michelle Thomas : Myra Monkhouse

### Épisode 23:Bal mouvementé
- États-Unis : 7 mai 1993 sur ABC

- Cherie Johnson : Maxine Johnson
- Eric Jerome Kirkland : lui-même (portrait)
- Tracy Lanier : Quesadilla Faldo
- Ross Leon : Jimmy
- Shavar Ross : Weasel
- Michael Angelo Saulsberry : lui-même (portrait)
- Michelle Thomas : Myra Monkhouse
- Tina Thomas : Gloria

### Épisode 24:Revanche
- États-Unis : 14 mai 1993 sur ABC

- Michael McDonald (en) : Manager
- Gabriel Pelino : client
- Michelle Thomas : Myra Monkhouse

## Anecdotes
- Thelma Hopkins est absente de douze épisodes dans lesquels elle n'est pas créditée au générique.
- Jaimee Foxworth est absente de quatorze épisodes.
- Rosetta LeNoire est absente de sept épisodes.
- Bryton McClure est absent de neuf épisodes.
- Shawn Harrison devient un acteur régulier dès cette saison. Il est absent de trois épisodes.
- Michelle Thomas commence le rôle récurrent de Myra Monkhouse.